# 게리 호이
게리 호이(1954년 1월 28일 토론토 출생 - 1993년 7월 9일 )는 홀든데이윌슨의 우등 변호사였으며 한때 결혼생활도 하였지만 사망 이전에 결국 이혼한 상태였다. 이 남자는 사망 당일 평소 하던 것처럼 건물의 유리 패널이 깨지지 않는다는 것을 신입 연수생들에게 보여주기 위해 유리창에 직접 돌진했다. 유리는 깨지지 않고 금만 갔지만 창틀이 무너졌고 호이는 24층에서 떨어져 즉사했다. 사망 당시 그의 시신에서는 대량의 혈흔이 나왔고 내장이 튀어나왔다고 한다.
사망 이후 그가 소속되었던 홀든데이윌슨은 3년 뒤인 1996년 폐업하였고 그도 그 해에 결국 다윈상을 받았다.

## 같이 보기
- 다윈상

1. ↑  Mikkelson, Barbara (21 de enero de 2007). “Through a Glass, Quickly”. 《Snopes》. 5 de septiembre de 2011에 확인함.